# グード・ヴィスコンティ
グード・ヴィスコンティ（伊: Gudo Visconti）は、イタリア共和国ロンバルディア州ミラノ県にある、人口約1,600人の基礎自治体（コムーネ）。

## 地理

### 位置・広がり

#### 隣接コムーネ
隣接するコムーネは以下の通り。
- ガッジャーノ
- モリモンド
- ロザーテ
- ヴェルメッツォ・コン・ゼーロ (ヴェルメッツォ, ゼーロ・スッリゴーネ)

### 地震分類
イタリアの地震リスク階級 (it) では、4 に分類される
。

## 行政

### 分離集落
グード・ヴィスコンティには、以下の分離集落（フラツィオーネ）がある。
- Cascina Lucina, Cuscina Nuova, Gudetto